# Margaret Herbison
Margaret McCrorie Herbison (11 mars 1907-29 décembre 1996) est une femme politique travailliste écossaise qui est ministre de la Sécurité sociale de 1964 à 1967.

## Jeunesse
Elle est née le 11 mars 1907 à Shotts, Lanarkshire de Maria Jane McCrorie et John Herbison, un mineur de charbon. Elle est scolarisée à l'école primaire Dykehead et à la Bellshill Academy. Elle fréquente l'Université de Glasgow et obtient une maîtrise en anglais en 1928. À l'université, elle préside sa branche du Parti travailliste . De 1930 à 1945, elle travaille comme professeur d'anglais et d'histoire à l'école primaire de Maryhill et à l'école secondaire d'Alan Glen, toutes deux à Glasgow. Elle travaille aussi comme tutrice en économie au Conseil national des collèges du travail et siège à la Commission du bien-être des mineurs. Pendant ce temps, elle est active dans la politique travailliste locale.

## Carrière politique
Après la mort de son père dans la mine de charbon dans laquelle il travaillait, sa loge de mineurs la désigne candidate pour la circonscription du North Lanarkshire. Elle remporte le siège aux élections générales de 1945 contre le conservateur William Anstruther-Gray.
Au gouvernement, elle occupe le poste de sous-secrétaire d'État parlementaire conjointe pour l'Écosse de 1950 à 1951, de ministre des Pensions et de l'Assurance nationale de 1964 à 1966 et de ministre de la Sécurité sociale de 1966 à 1967. Elle est porte-parole de l'opposition sur l'Écosse (1951–1956, 1959–1962), l'éducation (1956–1959) et les pensions (1958–1959 et 1962–1964).
Elle est membre du Comité exécutif national travailliste et présidente du Parti travailliste en 1957. À la Chambre des communes, elle est présidente du Comité spécial sur l'aide à l'étranger en 1969-1970. Déléguée britannique au Conseil de l'Europe, elle serait la seule femme - parmi 101 membres - à avoir assisté à la toute première séance de l'Assemblée parlementaire du Conseil à Strasbourg en août 1949.

## Vie privée
Membre de longue date de l'Église d'Écosse, de 1970 à 1971, elle est la première femme à occuper le poste de Lord High Commissioner à l'Assemblée générale de l'Église d'Écosse.
En 1970, l'Université de Glasgow lui décerne un diplôme honorifique.
En 1970, elle est nommée «Écossaise de l'année»,.
Elle est décédée d'un cancer le 29 décembre 1996 à l'hôpital St Mary, à Lanark.